# Kružlov
Kružlov je obec na Slovensku v okrese Bardejov. Žije zde 997 obyvatel, první písemná zmínka pochází z roku 1460. Nachází se zde řeckokatolický chrám Panny Marie Ochránkyně z roku 1822, který je národní kulturní památkou Slovenské republiky. Ke Kružlovu patří také osada Kružlovská Huta.